# Жан IV де Линь
Барон Жан IV (III) де Линь (фр. Jean IV de Ligne; ок. 1435—1491) — бургундский военачальник и государственный деятель, советник и камергер Карла Смелого и Максимилиана Габсбурга.

## Биография
Сын Мишеля де Линя, барона де Линь и Барбансон, пэра и маршала Эно, и Бонны д'Абвиль. Сеньор де Рубе, Белёй и Оллиньи, маршал Эно.
Вместе с отцом участвовал в битве при Монлери в 1465 году. В 1468 году сопровождал Карла Смелого в поездке в Англию, где тот женился на Маргарите Йоркской. В том же году с рыцарями и сеньорами Эно отличился при взятии Льежа.
В 1477 году участвовал в обороне Валансьена, осажденного войсками Людовика XI, и, возглавив 2—3 тыс. человек, нанес французам поражение во время вылазки, и заставил отступить. В 1478 году его замок Линь был захвачен жителями Турне, а Белёй взят французами, несмотря на наличие мощной артиллерии.
В 1479 году отличился в битве при Гинегате, был несколько раз ранен и взят в плен. Для выплаты выкупа в 2000 экю был вынужден продать сеньорию Оллиньи Годфриду ван Гавере.
В мае 1481 на капитуле в Хертогенбосе принят в рыцари ордена Золотого руна; это отличие стало наследственным в его семье до XX века.
После возобновления военных действий в 1485 году во главе 800 вассалов внезапным нападением овладел замком Ауденарде. Затем Жан де Линь разгромил у Грамона 10 тыс. гентских мятежников. «Тех, кого помиловал меч, не пощадила веревка».
19 декабря 1484 назначен временным капитан-генералом Эно, в отсутствие Филиппа Клевского. Исполнял обязанности до возвращения Филиппа в следующем году.

## Семья
Жена (16.05.1472): Жаклин де Крой (ум. 1486), дочь Антуана I Великого, сеньора де Крой, и Маргариты Лотарингской
Сын:
- Антуан де Линь (ум. 1532), принц де Мортен, граф де Фокемберг. Жена (1501): Филиппа де Люксембург (ум. 1525), дама д'Одингем, дочь Жака I де Люксембурга, сеньора де Фиенн, и Марии де Берлемон